# 日本デジタル配信
日本デジタル配信株式会社（にほんデジタルはいしん、Japan Digital Serve Corporation）は、ケーブルテレビ局向けにデジタルテレビ配信およびその他の支援を事業とする事業者。通称はJDS。
首都圏や静岡県にあるケーブルテレビ局およびジュピターテレコム（J:COM）グループなど全国各地のケーブルテレビ局と光ファイバー及び通信衛星を介し接続する広域ネットワークを構築し、デジタルテレビ（地上波、BS衛星波、専門チャンネル）信号の配信、ケーブルインターネット向けバックボーン事業等を行っている。

## 沿革
- 2000年（平成12年）4月10日 - 設立。
- 2001年（平成13年）4月 - 宇宙通信、三菱商事と共に衛星系によるCATVデジタル専門チャンネル配信会社の番組配信センター（後の株式会社アイ・ヒッツ）を設立。
- 2005年（平成17年）
  - 7月29日 - 株主構成が大幅に変わる。東京電力グループ、東急グループ（イッツコム等）、ジュピターテレコムグループがそれぞれ1/4強の株式を所有し、残りの1/4弱をサービス参加CATV局や在京民放局などで所有に。
  - 10月 - 東名阪福ネットワークを構築し、全国のケーブルテレビ局へのデジタル専門チャンネル配信を開始した。このネットワークはJ:COMのネットワークで主に使用される。
- 2007年（平成19年）2月26日 - ジャパンケーブルネット等へもデジタル専門チャンネル配信を開始した。既存のネットワークとの関係や詳細は確認がとれていない（除くジャパンケーブルネット）。東名阪福ネットワークもそうだが、伝送路に衛星を使用せず天候障害が無い。JDSによれば、これで全国の多チャンネルCATV加入者の半数以上がJDSからの配信を受けることとなった。
- 2008年（平成20年）
  - 1月16日 - 株式会社アイ・ヒッツの株式を宇宙通信から取得。
  - 4月1日 - 株式会社アイ・ヒッツを吸収合併。JDSは地上系及び衛星系双方で配信サービスを行う企業となる。
- 2010年（平成22年）9月1日 - 北陸・甲信越地区に地上光ネットワークを構築し、13のケーブルテレビ事業者へ順次CSデジタル放送の配信サービスを開始[2]。

## 参加局一覧
サービスエリアが複数都県に跨る場合は本社所在地の都県に記載した。

### 首都圏光ネットワーク利用局

#### 東京都
- イッツ・コミュニケーションズ
- 多摩テレビ
- ケーブルテレビ品川
- 東京ベイネットワーク
- 東京ケーブルビジョン
- ジャパンケーブルネット（JCN）（一部の局を除く）
  - 各局へはジャパンケーブルネットからの独自配信。
  - JCNサービス提供局
    - 多摩ケーブルネットワーク

#### 神奈川県
- 横浜テレビ局
- 横浜都市みらい
- 湘南ケーブルネットワーク
- YOUテレビ
- 横浜ケーブルビジョン
- 厚木伊勢原ケーブルネットワーク

#### 千葉県
- イースト・コミュニケーションズ
- いちはらコミュニティー・ネットワーク・テレビ
- 広域高速ネット二九六

#### 埼玉県
- 入間ケーブルテレビ
- 行田ケーブルテレビ
- 熊谷ケーブルテレビ
- 狭山ケーブルテレビ
- 飯能ケーブルテレビ
- 東松山ケーブルテレビ
- 蕨ケーブルビジョン
- 本庄ケーブルテレビ
- ゆずの里ケーブルテレビ

#### 茨城県
- 古河ケーブルテレビ

#### 栃木県
- 宇都宮ケーブルテレビ
- 鹿沼ケーブルテレビ
- ケーブルテレビ栃木 - ケーブルテレビ株式会社（CC9）本社。
  - ケーブルテレビ茂木
  - ケーブルテレビ館林（群馬県）
  - ケーブルテレビ結城（茨城県）
  - ケーブルテレビ筑西（茨城県）
  - ケーブルテレビ久喜（埼玉県）
- 佐野ケーブルテレビ
- テレビ小山放送
- わたらせテレビ

#### 静岡県
- TOKAIケーブルネットワーク

※TOKAIケーブルネットワーク以外は全国光ネットワーク利用局を参照

### 全国光ネットワーク利用局
旧称・東名阪福ネットワーク
- JCOM（J:COM）（一部の局を除く）
  - グループ各局へはJCOMからの独自配信。

#### 甲信越
- 山梨ケーブルサービス
  - 日本ネットワークサービス（甲府CATV）
  - 富士川シーエーティーヴィ
  - 峡西シーエーテーブイ
  - 笛吹きらめきテレビ（いちのみやふれあいテレビ）
- 上越ケーブルビジョン
- あづみ野テレビ
- インフォメーション・ネットワーク・コミュニティ（INC長野ケーブルテレビ）
- 上田ケーブルビジョン
- 信州ケーブルテレビジョン
- 須高ケーブルテレビ
- エヌ・シィ・ティ

#### 北陸
- 金沢ケーブル
- 高岡ケーブルネットワーク
- 射水ケーブルネットワーク
- ケーブルテレビ富山
- となみ衛星通信テレビ
- TAM（Net3）
- 新川インフォメーションセンター（NICE TV）
- 新川地域介護保険・ケーブルテレビ事業組合（みらーれTV）
- 能越ケーブルネット
- 福井ケーブルテレビ
  - さかいケーブルテレビ
- 丹南ケーブルテレビ

#### 東海・静岡（一部除く）
- コミュニティネットワークセンター
  - アイ・シー・シー
  - CAC
  - 稲沢シーエーティーヴィ
  - キャッチネットワーク
  - グリーンシティケーブルテレビ
  - 知多メディアスネットワーク
  - 豊橋ケーブルネットワーク
  - 西尾張シーエーティーヴィ
  - ひまわりネットワーク
  - 三河湾ネットワーク
  - ミクスネットワーク
  - 大垣ケーブルテレビ
  - おりべネットワーク
  - ケーブルテレビ可児
  - シーシーエヌ
  - 浜松ケーブルテレビ
  - 知多半島ケーブルネットワーク
  - 飛騨高山ケーブルネットワーク
- 伊豆急ケーブルネットワーク
- スターキャット・ケーブルネットワーク
- 中部ケーブルネットワーク
- シー・ティー・ワイ
- アイティービー
- ZTV
- 伊賀上野ケーブルテレビ
- 松阪ケーブルテレビ・ステーション
- トコちゃんねる静岡
- アドバンスコープ
- ラッキータウンテレビ
- ケーブルネット鈴鹿

#### 近畿
- 近鉄ケーブルネットワーク（KCN eo光テレビ=光ファイバーケーブルテレビ=光放送も含む）
- テレビ岸和田
- KCN京都
- こまどりケーブル
- BAN-BANネットワークス（BAN-BANテレビ）
- 姫路ケーブルテレビ

#### 中国
- ふれあいチャンネル
- 中海テレビ放送
- 日本海ケーブルネットワーク
  - 鳥取テレトピア
- 鳥取中央有線放送
- ちゅピCOMおのみち
- 倉敷ケーブルテレビ
- 玉島テレビ放送
- 雲南市・飯南町事務組合（雲南夢ネット）
- 山陰ケーブルビジョン
- ひらたCATV

#### 四国
- 池田ケーブルネットワーク
- エーアイテレビ
- ケーブルテレビ徳島
- 国府町農事放送農業協同組合（国府町CATV）
- テレビ鳴門
- 徳島県南メディアネットワーク
- 東阿波ケーブルテレビ
- 三好市
- STNet
- 香川テレビ放送網
- ケーブルメディア四国
  - 高松市塩江ケーブルネットワーク
  - さぬき市ケーブルネットワーク
- 中讃ケーブルビジョン
- 三豊ケーブルテレビ放送
- 宇和島ケーブルテレビ
- 愛媛CATV
- 四国中央テレビ
- 西予CATV
- ハートネットワーク
- 八西CATV
- 高知ケーブルテレビ
- 香南施設農業協同組合（香南ケーブルテレビ）
- 西南地域ネットワーク

#### 九州
- 長崎ケーブルメディア
- 諫早ケーブルテレビジョン放送
- オクト・パルス
- 西九州電設
- 佐賀デジタルネットワーク
  - 佐賀シティビジョン
  - 唐津ケーブルテレビジョン
  - 伊万里ケーブルテレビジョン
  - ケーブルワン
  - CRCCメディア
  - 西海テレビ
  - 有田ケーブル・ネットワーク
  - テレビ九州
  - 多久ケーブルテレビ
  - 藤津ケーブルテレビジョン
  - ネットフォー
  - ネット鹿島
- 宮崎ケーブルテレビ
- ケーブルメディアワイワイ

## デジタル放送配信サービス

### デジタル専門チャンネルサービス → CSデジタル放送配信サービス
標準画質（SD）放送分はi-HITS（後述）からの信号供給を受けている為に基本的にチャンネル番号はi-HITSと同一であるが、必ずしもi-HITSのチャンネル番号が以下と同一になっているとは限らない。
ジュピターテレコム（J:COM）・ジャパンケーブルネット（JCN）など一部のケーブルテレビ局は音声を含む番組データのみを使用し、チャンネル番号等（ヘッドエンド）は独自仕様になっている。

#### 放送チャンネル
※公式サイトのリストに従った。「ケーブル4K」（現・satonoka 4K）サービス開始などもあり、一部局については配信を取り止め、衛星波経由への切り替えを促した。放送大学についても地上波の放送終了に合わせ、BS経由への切り替えを促している。
| HD  | SD  | i-HITS配信 | 直接受信 | 放送局                                            | 備考         |
| --- | --- | ---------- | -------- | ------------------------------------------------- | ------------ |
| 102 | 252 | ×          | CS       | 日テレNEWS24                                      |              |
| 105 | -   | ×          | CS       | ダンスチャンネル by エンタメ～テレ                |              |
| 106 | -   | ×          | CS       | スポーツライブ+                                   |              |
| 107 | 287 | ×          | CS       | レジャーチャンネル（JLC）                         | 視聴制限対象 |
| 121 | 256 | ○          | CS       | ディスカバリーチャンネル                          |              |
| 122 | 220 | ○          | CS       | ムービープラス                                    |              |
| 123 | 235 | ○          | CS       | 女性チャンネル♪LaLa TV                            |              |
| 124 | 231 | ○          | CS       | スーパー!ドラマTV                                 |              |
| 125 | 221 | ○          | BS       | 日本映画専門チャンネル                            |              |
| 126 | -   | ×          | CS       | アジアドラマチックTV                              |              |
| 127 | 226 | ○          | CS       | 衛星劇場                                          |              |
| 128 | 219 | ×          | CS       | FIGHTING TV サムライ                              |              |
| 130 | 304 | ×          | CS       | ディズニージュニア                                |              |
| 131 | 233 | ×          | CS       | Dlife                                             |              |
| 132 | 215 | ○          | BS       | J SPORTS 4                                        |              |
| 133 | 283 | ×          | CS       | ザ・シネマ                                        |              |
| 134 | 255 | ×          | CS       | ヒストリーチャンネル 日本・世界の歴史&エンタメ    |              |
| 135 | 248 | ○          | CS       | チャンネル銀河 歴史ドラマ・サスペンス・日本のうた |              |
| 136 | 245 | ×          | CS       | テレ朝チャンネル1                                 |              |
| 137 | -   | ○          | CS       | フジテレビNEXT ライブ・プレミアム                 |              |
| 138 | 282 | ○          | CS       | フジテレビONE スポーツ・バラエティ                |              |
| 139 | 281 | ○          | CS       | フジテレビTWO ドラマ・アニメ                      |              |
| 140 | 271 | ×          | CS       | ショップチャンネル                                |              |
| 141 | 246 | ×          | CS       | ホームドラマチャンネル 韓流・時代劇・国内ドラマ   |              |
| 142 | 259 | ×          | CS       | ナショナル ジオグラフィック                       |              |
| 143 | 277 | ×          | CS       | 旅チャンネル                                      |              |
| 144 | 238 | ○          | CS       | TBSチャンネル1 最新ドラマ・音楽・映画             |              |
| 145 | 276 | ×          | BS       | 釣りビジョン                                      |              |
| 146 | 212 | ○          | CS       | GAORA SPORTS                                      |              |
| 147 | 211 | ×          | CS       | スカイA                                           |              |
| 148 | 232 | ×          | CS       | アクションチャンネル                              |              |
| 149 | 241 | ×          | BS       | アニマックス                                      |              |
| 150 | 263 | ×          | CS       | MTV                                               |              |
| 151 | 222 | ×          | CS       | 映画・チャンネルNECO                              |              |
| 152 | 254 | ×          | CS       | TBS NEWS                                          |              |
| 153 | 237 | ×          | CS       | ミステリーチャンネル                              |              |
| 154 | 310 | ×          | CS       | TAKARAZUKA SKY STAGE                              |              |
| 155 | 224 | ×          | BS       | WOWOWプラス 映画・ドラマ・スポーツ・音楽          |              |
| 156 | 262 | ○          | CS       | 音楽・ライブ! スペースシャワーTV                  |              |
| 157 | 230 | ×          | CS       | ファミリー劇場                                    |              |
| 158 | 210 | ○          | BS       | J SPORTS 3                                        |              |
| 159 | 234 | ○          | CS       | 時代劇専門チャンネル                              |              |
| 160 | 280 | ×          | CS       | MONDO TV                                          |              |
| 161 | 260 | ×          | CS       | ミュージック・エア                                |              |
| 162 | 261 | ×          | CS       | MUSIC ON! TV（エムオン!）                         |              |
| 163 | 242 | ×          | CS       | キッズステーション テレビアニメ・劇場版・OVA      |              |
| 164 | 285 | ×          | BS       | グリーンチャンネル（レース）                      | 視聴制限対象 |
| 165 | 286 | ×          | CS       | グリーンチャンネル2（パドック）                   | 視聴制限対象 |
| 166 | 218 | ○          | CS       | 日テレジータス                                    |              |
| 167 | 217 | ○          | CS       | ゴルフネットワーク                                |              |
| 168 | 213 | ○          | BS       | J SPORTS 1                                        |              |
| 169 | 214 | ○          | BS       | J SPORTS 2                                        |              |
| 170 | -   | ×          | CS       | 寄席チャンネル                                    |              |
| 171 | 240 | ×          | CS       | カートゥーン ネットワーク 海外アニメ国内アニメ    |              |
| 172 | 272 | ×          | CS       | QVC                                               |              |
| 173 | 225 | ×          | CS       | 東映チャンネル                                    |              |
| 174 | 305 | ×          | CS       | KNTV                                              |              |
| 175 | 264 | ×          | CS       | 歌謡ポップスチャンネル                            |              |
| 176 | 269 | ○          | CS       | TBSチャンネル2 名作ドラマ・スポーツ・アニメ       |              |
| 178 | -   | ×          | CS       | CNN U.S.                                          |              |
| 180 | 250 | ×          | CS       | CNNj                                              |              |
| 181 | 302 | ×          | CS       | Mnet                                              |              |
| 182 | 244 | ×          | CS       | アニメシアターX（AT-X）                           |              |
| 183 | 239 | ×          | BS       | ディズニー・チャンネル                            |              |
| 184 | 301 | ×          | CS       | KBS World 韓流専門チャンネル                      |              |
| 185 | 251 | ×          | CS       | 日経CNBC                                          |              |
| 186 | 236 | ×          | CS       | アニマルプラネット                                |              |
| 187 | 279 | ×          | CS       | エンタメ～テレ☆シネドラバラエティ                 |              |
| 188 | 258 | ×          | CS       | テレ朝チャンネル2                                 |              |
| 190 | 284 | ×          | CS       | 日テレプラス ドラマ・アニメ・音楽ライブ           |              |
| 191 | -   | ×          | CS       | パチンコ★パチスロTV!                              | 視聴制限対象 |
| 192 | 309 | ×          | CS       | ジュエリー☆GSTV                                   |              |
| 195 | 223 | ×          | CS       | V☆パラダイス                                      |              |
| 196 | 270 | ×          | CS       | 囲碁・将棋チャンネル                              |              |
| 197 | 257 | ×          | CS       | BBCニュース                                       |              |
| 198 | 288 | ×          | CS       | SPEEDチャンネル                                   | 視聴制限対象 |
| -   | 265 | ×          | CS       | 100%ヒッツ!スペースシャワーTVプラス               |              |
| 391 | 293 | ×          | CS       | ミッドナイト・ブルー                              | 視聴制限対象 |
| 392 | 295 | ×          | CS       | パラダイステレビ                                  | 視聴制限対象 |
| 393 | 292 | ×          | CS       | レインボーチャンネル                              | 視聴制限対象 |
| 394 | 290 | ×          | CS       | プレイボーイチャンネル                            | 視聴制限対象 |
| 395 | 291 | ×          | CS       | レッドチェリー                                    | 視聴制限対象 |
| 396 | 294 | ×          | CS       | チェリーボム                                      | 視聴制限対象 |

#### 配信終了
| HD  | SD  | 放送局                            | 備考                      |
| --- | --- | --------------------------------- | ------------------------- |
| 101 | 266 | クラシカ・ジャパン                | 2020年10月31日閉局        |
| 103 | 311 | DATV                              | 2021年5月31日閉局         |
| 128 | -   | Dlife                             | 2020年3月31日閉局         |
| 129 | 243 | ディズニーXD                      | 2021年1月31日閉局         |
| 154 | 278 | FOODIES TV                        | 2016年4月30日閉局         |
| 176 | 216 | ザ・ゴルフ・チャンネル            | 2012年3月31日閉局         |
| 177 | -   | ジャパネットチャンネルDX          | 2021年3月31日閉局         |
| 179 | 306 | ナショジオ ワイルド               | 2021年1月31日閉局         |
| 193 | -   | FOXスポーツ&エンターテイメント    | 2020年3月31日閉局         |
| 194 | 307 | FOXムービー                       | 2021年1月31日閉局         |
| 198 | 275 | 大人の趣味と生活向上◆アクトオンTV | 2020年3月31日閉局         |
| -   | 227 | スターチャンネル1                 | BSデジタル放送に完全移行  |
| -   | 228 | スターチャンネル2                 | BSデジタル放送に完全移行  |
| -   | 229 | スターチャンネル3                 | BSデジタル放送に完全移行  |
| -   | 247 | リアリティTV                      | 2008年3月31日閉局         |
| -   | 253 | ブルームバーグテレビジョン        | 2009年4月30日閉局         |
| -   | 274 | 放送大学テレビ                    | 2018年10月1日からBSへ移行 |
| -   | 308 | ベイビーTV                        | 2021年1月31日閉局         |
| -   | 325 | 第一興商スターカラオケ            | 2012年3月31日閉局         |

### BSデジタル放送サービス
BSデジタル放送配信は2000年12月1日よりサービスを開始した。首都圏のみで配信をしている。

### 地上デジタル放送サービス
地上デジタル放送配信は2003年12月より、ジャパンケーブルネットが保有する東京タワー向け受信設備（東京都江東区豊洲、データセンター「アット東京」内）、各局までの伝送設備等をジャパンケーブルネット、ジュピターテレコム、テプコケーブルテレビで共同利用してサービスを開始した。パススルー、トランスモジュレーション両方式を首都圏のみで配信をしている。

### 全国光ネットワーク
2008年以前は、「東名阪福ネットワーク」と呼んでいた光配信ネットワーク。

#### デジタル専門チャンネルサービス
「CSデジタル放送サービス」とうたっているが、社の内外を問わず伝送経路にはCS（通信衛星）は使用せず光ファイバーを主とした地上伝送ネットワークにより天候障害の影響を受けないサービスを提供している。なお、エンコード工程はi-HITSが担当している。
JC-HITSのHITS（Headend In the Sky）に対抗し、HOG（Headend On the Ground）とこのネットワークを呼んでいる。

### 衛星ネットワーク
別名i-HITS。通信衛星を用い、全国のケーブルテレビ局へ配信している。衛星運営会社の宇宙通信などと設立した株式会社アイ・ヒッツにおいて構築したネットワークであったが、2008年にアイ・ヒッツ社を吸収合併し運営していた。

### 「ケーブル4K」放送配信サービス
衛星波での4K・8K放送開始に伴い、このうちの4K試験放送の開始に呼応する形でケーブルテレビでの4K放送実現を支援する為に2015年12月1日より始めたサービス。独自の編成で配信先CATV事業者やコンテンツ供給者から集めた4K制作番組を提供している。2023年12月1日に「satonoka 4K」に名称を変更し、「satonoka TV」の名称でHD画質の配信も開始した。